# Сольшери
Сольшери́ (фр. Saulchery) — коммуна во Франции, находится в регионе Пикардия. Департамент коммуны — Эна. Входит в состав кантона Эссом-сюр-Марн. Округ коммуны — Шато-Тьерри.
Код INSEE коммуны — 02701.

## Население
Население коммуны на 2010 год составляло 658 человек.
| 1962 | 1968 | 1975 | 1982 | 1990 | 1999 | 2010 |
| ---- | ---- | ---- | ---- | ---- | ---- | ---- |
| 640  | 575  | 579  | 564  | 592  | 660  | 658  |

## Экономика
В 2010 году среди 408 человек трудоспособного возраста (15—64 лет) 302 были экономически активными, 106 — неактивными (показатель активности — 74,0 %, в 1999 году было 68,6 %). Из 302 активных жителей работали 276 человек (143 мужчины и 133 женщины), безработных было 26 (11 мужчин и 15 женщин). Среди 106 неактивных 36 человек были учениками или студентами, 39 — пенсионерами, 31 были неактивными по другим причинам.